# 石杨村 (章丘市)
石杨村，中华人民共和国山东省济南市章丘市高官寨镇所辖的一个行政村。全行政村人口152户、535人(2005年)。耕地面积1623亩(2005年)。行政区划代码370181114237。